# Coupe d'Algérie de basket-ball 2015-2016
Navigation
Coupe d'Algérie 2015-2016 Coupe d'Algérie 2015-2016
La Coupe d'Algérie 2015-2016 est la 45e édition de la Coupe d'Algérie de basket-ball, compétition à élimination directe mettant aux prises des clubs de basket-ball amateurs et professionnels affiliés à la fédération algérienne de basket-ball.
Le tenant du titre est l'GS Pétroliers

## Résultats

### Huitièmes de finale
| Date | Équipe à domicile | Équipe à l'extérieur | Score | Lieu |
| ---- | ----------------- | -------------------- | ----- | ---- |
|      |                   |                      | -     |      |
|      |                   |                      | -     |      |
|      |                   |                      | -     |      |
|      |                   |                      | -     |      |
|      |                   |                      | -     |      |
|      |                   |                      | -     |      |
|      |                   |                      | -     |      |
|      |                   |                      | -     |      |

### Quarts de finale
| # | Date          | Club 1        | Résultat | Club 2         | Lieu    |
| - | ------------- | ------------- | -------- | -------------- | ------- |
| 1 | 26 avril 2016 | MS Cherchell  | 55-72    | NA Hussein Dey | 14h00 a |
| 2 | 26 avril 2016 | GS Pétroliers | 77-54    | PS El Eulma    | 14h00 a |
| 3 | 26 avril 2016 | NB Staoueli   | 67-62    | USM Alger      | 14h00 a |
| 4 | 26 avril 2016 | US Sétif      | 72-61    | CRB Dar Beida  | 14h00 a |

### Demi-finales
| # | Date        | Club 1         | Résultat | Club 2        | Lieu    |
| - | ----------- | -------------- | -------- | ------------- | ------- |
| 1 | 14 mai 2016 | NB Staoueli    | 75-80    | US Sétif      | 14h00 a |
| 2 | 14 mai 2016 | NA Hussein Dey | 85-88    | GS Pétroliers | 16h00 a |

### finale Coupe d'Algérie
| 3 juin 2016 16h00 | [ Rapport] | US Sétif 63, GS Pétroliers 67                     | US Sétif 63, GS Pétroliers 67 | US Sétif 63, GS Pétroliers 67 |  | Salle Harcha Hassan, Alger Arbitres : Si Youssef, Belkham, Laroussi | Algérie 3 |
| 3 juin 2016 16h00 | [ Rapport] | Score par quart-temps : 22-20, 15-17, 14-21, 12-9 |                               |                               |  | Salle Harcha Hassan, Alger Arbitres : Si Youssef, Belkham, Laroussi | Algérie 3 |
| 3 juin 2016 16h00 | [ Rapport] | Score par mi-temps : 37-37, 26-30                 |                               |                               |  | Salle Harcha Hassan, Alger Arbitres : Si Youssef, Belkham, Laroussi | Algérie 3 |

- GS Pétroliers : Abderrahmane Mostefai / Mustapha Adrar / Abdelhalim Kaouane / Mounir Benzegala / Mahdi Derris / Mohamed Seddik Touati / Mohamed Harat / Hocine Gaham / Ghellout / Abdesslem Dekkiche / Mohamed Zerouali - Entraîneur : Bilal Faid.
- US Sétif : Mutomb / Meftah / Benabdelhak / Ahmed Berbagui / Samy Berbagui / Kalkoul / Faidia / Zouied / Oumghir / Asani / Boukakba  / Benayad - Entraîneur : Nicolas Meistelman.